# Tomáš Pöpperle
Tomáš Pöpperle (* 10. Oktober 1984 in Broumov, Tschechoslowakei) ist ein tschechischer Eishockeytorwart deutscher Abstammung, der zuletzt bis zum Ende der Saison 2023/24 bei den Starbulls Rosenheim aus der DEL2 unter Vertrag gestanden hat. Zuvor war Pöpperle hauptsächlich in der tschechischen Extraliga bei seinem Heimatverein HC Sparta Prag aktiv, verbrachte aber auch insgesamt sechs Spielzeiten in der Deutschen Eishockey Liga (DEL). Dort gewann er mit den Eisbären Berlin im Jahr 2006 die Deutsche Meisterschaft, woraufhin er zwei Jahre in Nordamerika in die Organisation der Columbus Blue Jackets aus der National Hockey League (NHL) gewechselt war.

## Karriere
Pöpperle bestritt zwischen 1999 und 2001 mit der U18-Mannschaft des HC Sparta Prag 96 Spiele. Mit der U20-Mannschaft absolvierte der Torwart im Zeitraum von 2001 bis 2004 weitere 94 Partien. In der Saison 2003/04 stand er neben der U20-Mannschaft des HC Sparta Prag in fünf Spielen für den HC Berounští Medvědi in der zweitklassigen 1. Liga sowie zwei Spielen in der dritthöchsten tschechischen Liga für den HC Příbram auf dem Eis. Ebenso debütierte er im Verlauf der Extraliga-Playoffs in der Profimannschaft seines Stammvereins Sparta. In der Saison 2004/05 spielte Pöpperle erneut für den HC Berounští Medvědi und bestritt 16 Spiele. Zudem stand er in 25 Spielen für Sparta Prag in der Extraliga im Tor und sicherte sich am Saisonende den Titel des Rookie des Jahres der Liga, nachdem er die höchste Fangquote und den geringsten Gegentorschnitt unter allen Torhütern in der Hauptrunde vorweisen konnte. Im Sommer 2005 wechselte das Talent zu den Eisbären Berlin in die Deutsche Eishockey Liga (DEL), mit denen er im Frühjahr 2006 als Stammtorwart die Deutsche Meisterschaft gewann.

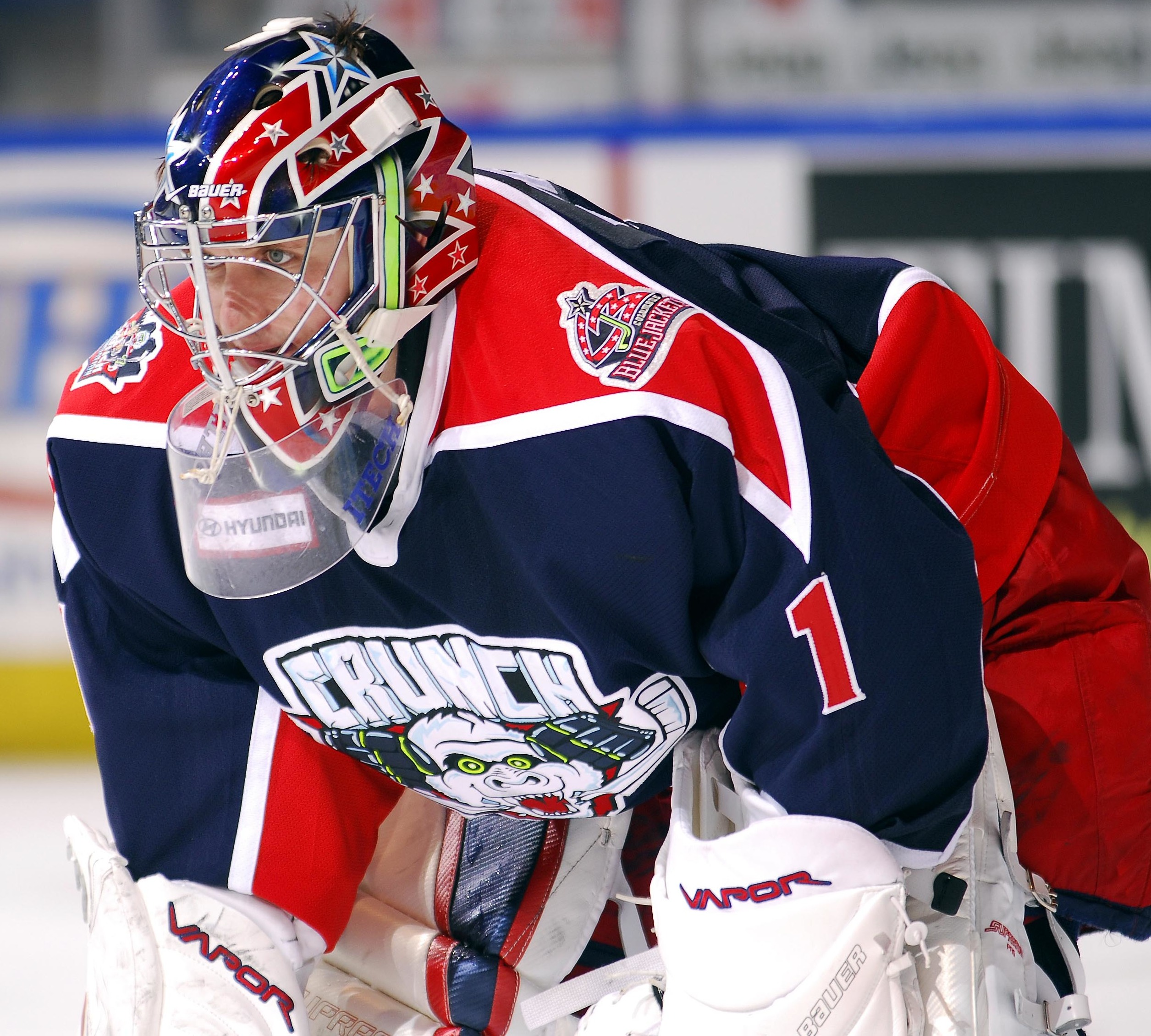
Pöpperle im Trikot der Syracuse Crunch (2006)

Im September 2006 absolvierte der Deutsch-Tscheche bei den Columbus Blue Jackets aus der National Hockey League (NHL), die ihn während des NHL Entry Draft 2005 in der fünften Runde an der 131. Position ausgewählt hatten, ein Vorbereitungsspiel. Die Spielzeit 2006/07 verbrachte er beim Farmteam der Blue Jackets, den Syracuse Crunch, in der American Hockey League (AHL). Dort bildete er zusammen mit Ty Conklin das Torhütergespann. Ende Januar 2007 wurde er zum ersten Mal in den NHL-Kader Columbus’ berufen, da sich die Stammtorhüter Pascal Leclaire und Fredrik Norrena verletzt hatten. Am 2. Februar 2007 kam Pöpperle zum ersten Mal in der NHL zum Einsatz. Bei der Partie gegen die Calgary Flames wurde er nach 35 Minuten beim Stand von 1:5 eingewechselt. Das Spiel endete 2:6 und Pöpperle konnte sieben von acht Schüssen abwehren.
Nach einer weiteren Spielzeit in Nordamerika, die er komplett bei den Crunch in der AHL verbracht hatte, kehrte der Schlussmann zur Spielzeit 2008/09 in seine Heimat zum HC Sparta Prag zurück. Nach einer Saison und 41 Ligaspielen wurde er für die Saison 2009/10 an den Ligakonkurrenten HC Plzeň 1929 ausgeliehen. Nach den Playoffs 2010 kehrte er zu Sparta zurück und absolvierte dort zwei Spieljahre. Im Mai 2012 wechselte er innerhalb Prags zum HC Lev Prag aus der Kontinentalen Hockey-Liga (KHL), bei dem er einen Vertrag über zwei Jahre unterschrieb. Ein Jahr später und nach 42 Einsätzen in der KHL, wurde er vom HC Lev an Sparta Prag ausgeliehen. Nach dem KHL-Ausstieg des HC Lev war Pöpperle auf der Suche nach einem neuen Klub und fand diesen im neu gegründeten HK Sotschi, der ebenfalls in der KHL beheimatet war. Nach einer Saison in Sotschi kehrte er im Mai 2015 erneut zu seinem Stammverein Sparta zurück, wo er abermals zwei Jahre verbrachte und im Jahr 2016 die Vizemeisterschaft errang.
Zur Saison 2017/18 wechselte Pöpperle nach Deutschland zu den Fischtown Pinguins Bremerhaven in die DEL. Bereits im Dezember 2017 verlängerte er seinen Vertrag bei den Fischtown Pinguins und erreichte in der ersten Saison mit diesen das Playoff-Viertelfinale, wo sie gegen den EHC Red Bull München unterlagen. Nachdem er im Verlauf der Spielzeit 2020/21 seinen Stammplatz an Brandon Maxwell verloren hatte, verließ Pöpperle die Fischtown Pinguins nach der Saison. In den vier Jahren hatte er 138 DEL-Partien für den Klub absolviert. Im Juli 2021 erhielt er einen Vertrag bei Bremerhavens Ligakonkurrenten Kölner Haie, wo er als Ersatzmann von Justin Pogge fungierte.
Im Anschluss an die Saison 2021/22 erhielt Pöpperle keinen Anschlussvertrag in Köln und blieb vor Beginn der Spielzeit 2022/23 zunächst ohne Arbeitgeber. Erst im Januar 2023 gaben die Starbulls Rosenheim aus der drittklassigen Oberliga die Verpflichtung des erfahrenen Torhüters bekannt. In seinen verbleibenden acht Hauptrunden-Einsätzen, die er allesamt siegreich bestritt, spielte er achtmal zu null. In den anschließenden Playoffs erreichten die Starbulls den Gewinn der Meisterschaft, der gleichbedeutend mit dem Aufstieg in die DEL2 war. Dort war Pöpperle in der Saison 2023/24 Stammtorwart bei den Rosenheimern, die er im Sommer 2024 verließ.

### International
Im Juniorenbereich stand Tomáš Pöpperle ab dem Jahr 2000 in den Nachwuchskadern der tschechischen Juniorennationalteams. So bildete er bei der World U-17 Hockey Challenge 2001 gemeinsam mit Lukáš Mensator das Torhütergespann der U17-Auswahl. Es folgten Einsätze im U18-Kader, ehe er ins Aufgebot der tschechischen U20-Nationalmannschaft für die U20-Junioren-Weltmeisterschaft 2004 berufen wurde. Hinter der Stammkraft Marek Schwarz kam er jedoch nur zu zwei Kurzeinsätzen mit insgesamt 31 Minuten Einsatzzeit. Das Team belegte am Turnierende den vierten Rang und verpasste damit eine Medaille knapp.
Sein Debüt in der tschechischen A-Nationalmannschaft gab Pöpperle im Rahmen der Euro Hockey Tour 2005/06, woraufhin er als dritter Torwart zum Kader bei der Weltmeisterschaft 2006 in der lettischen Landeshauptstadt Riga gehörte. Hinter dem erfahrenen Milan Hnilička blieben er und Adam Svoboda aber ohne jede Einsatzminute, während die Tschechen die Silbermedaille gewannen. Zu weiteren Einsätzen kam Pöpperle im Verlauf der Euro Hockey Tour 2011/12.

## Erfolge und Auszeichnungen
| - 2005 Rookie des Jahres der Extraliga - 2005 Höchste Fangquote und geringster Gegentorschnitt der Extraliga-Hauptrunde - 2006 Höchste Fangquote der DEL-Hauptrunde - 2006 Deutscher Meister mit den Eisbären Berlin - 2010 Geringster Gegentorschnitt der Extraliga-Hauptrunde | - 2012 Höchste Fangquote und geringster Gegentorschnitt der Extraliga-Hauptrunde - 2014 Geringster Gegentorschnitt der Extraliga-Hauptrunde - 2016 Tschechischer Vizemeister mit dem HC Sparta Prag - 2023 Oberliga-Meister und Aufstieg in die DEL2 mit den Starbulls Rosenheim |

### International
- 2006 Silbermedaille bei der Weltmeisterschaft

## Karrierestatistik

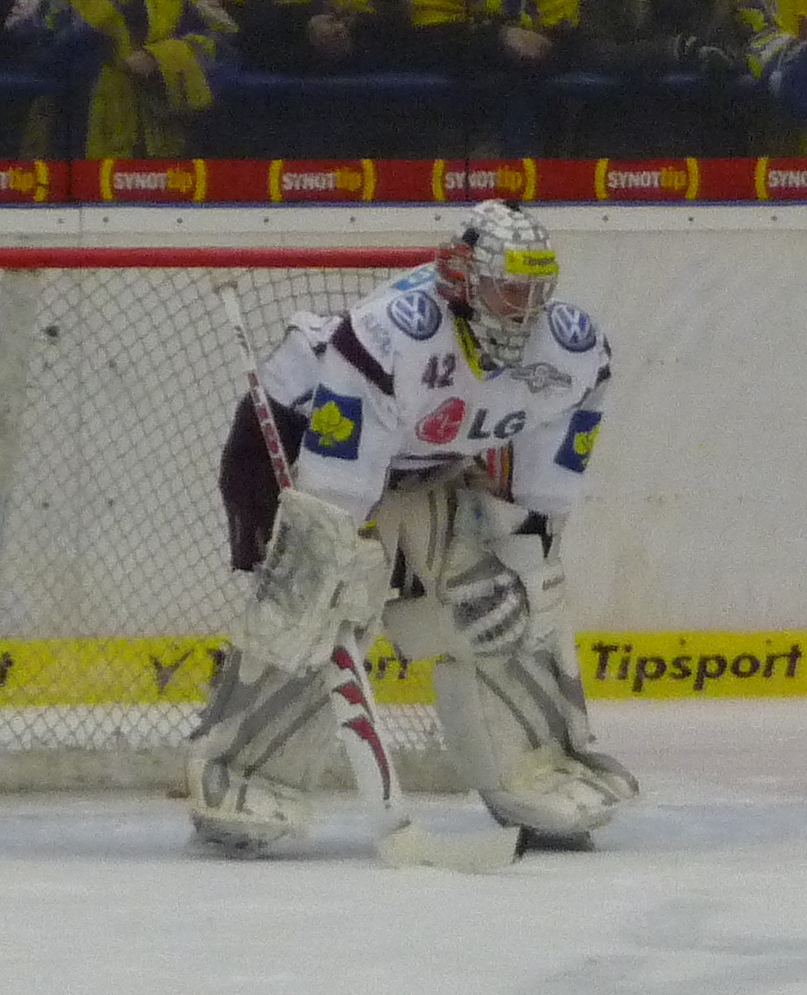
Pöpperle als Spieler des HC Sparta Prag (2011)

Stand: Ende der Saison 2023/24

### International
Vertrat Tschechien bei:
- World U-17 Hockey Challenge 2001
- U20-Junioren-Weltmeisterschaft 2004
- Weltmeisterschaft 2006

(Legende zur Torhüterstatistik: GP oder Sp = Spiele insgesamt; W oder S = Siege; L oder N = Niederlagen; T oder U oder OT = Unentschieden oder Overtime- bzw. Shootout-Niederlage; Min. = Minuten; SOG oder SaT = Schüsse aufs Tor; GA oder GT = Gegentore; SO = Shutouts; GAA oder GTS = Gegentorschnitt; Sv% oder SVS% = Fangquote; EN = Empty Net Goal; 1 Play-downs/Relegation; Kursiv: Statistik nicht vollständig)